# Ganshoren
Ganshoren è un comune belga di 21 395 abitanti, situato nella Regione di Bruxelles-Capitale.

## Politica
L'ex sindaco Pierre Kompany, eletto nel 2018, è il primo sindaco nero in Belgio. È il padre dell'ex calciatore Vincent Kompany.